# 土山實男
土山 實男（つちやま じつお、1950年 6月24日 - ）は、日本の国際政治学者。青山学院大学名誉教授、国際安全保障学会顧問。専門は国際政治学、安全保障論。現実主義（リアリズム）を研究対象とする。学位はPh.D.（メリーランド大学カレッジパーク校）。
青山学院大学副学長、国際安全保障学会会長を歴任。日本国際政治学会、国際安全保障学会、国際法学会、世界国際関係学会（International Studies Association）に所属。

## 経歴
- 1969年3月 - 福井県立武生高等学校卒業[2]
- 1973年3月 - 青山学院大学法学部公法学科[6]卒業
- 1979年5月 - ジョージ・ワシントン大学大学院修士課程修了（M.A.取得）[2]
- 1984年8月 - メリーランド大学カレッジパーク校大学院国際政治学専攻博士課程修了(Ph.D.取得)[2]
- 1984年10月 - 青山学院大学国際政治経済学部国際政治学科助手（至1986年3月）[2]
- 1986年4月 - 青山学院大学国際政治経済学部国際政治学科専任講師（至1988年3月）[2]
- 1988年4月 - 青山学院大学国際政治経済学部国際政治学科助教授（至1993年3月）[2]
- 1993年4月 - 青山学院大学国際政治経済学部国際政治学科教授[1]（至2019年3月）[2]
  - 1993年9月 - ハーバード大学ジョン M. オーリン戦略研究所（Samuel P. Huntington所長）客員研究員[7]（1994年8月まで）[2]
  - 1995年 - 海上自衛隊幹部学校講師[6]
  - 1996年 - 防衛庁防衛研究所（一般課程）講師[6]（至2001年）
  - 2001年 - 統合幕僚学校講師[6]
  - 2001年 - 平和・安全保障研究所理事[6]
  - 2001年 - 防衛戦略研究会議委員[6]
- 2004年 - 青山学院大学国際政治経済学部長[1]（至2008年）
- 2007年 - 同大学副学長（至2011年）[8]
- 2018年 - 国際安全保障学会会長[9]

## 受賞歴
- 1987年 佐伯賞

## 著書

### 単著
- 『安全保障の国際政治学――焦りと傲り』（有斐閣、2004年）
  - 『安全保障の国際政治学――焦りと傲り〔第二版〕』（有斐閣、2014年）

### 共編著
- （永井陽之助）『秩序と混沌――冷戦後の世界』（人間の科学社、1993年）
- （西原正）『日米同盟Q&A100――全貌をこの一冊で明らかにする』（亜紀書房、1998年）
- （増田弘）『日米関係キーワード』（有斐閣、2001年）
- （渡辺昭夫）『グローバル・ガヴァナンス――政府なき秩序の模索』（東京大学出版会、2001年）
- Japan in International Politics: the Foreign Policies of an Adaptive State, co-edited with Thomas U. Berger and Mike M. Mochizuki, (Lynne Rienner, 2007).
- （西原正）『日米同盟再考――知っておきたい100の論点』（亜紀書房、2010年）

### 訳書
- ジョセフ・S・ナイ『核戦略と倫理』（同文舘出版、1988年）